# Майтубек (Жанибекский район)
Майтубек (каз. Майтүбек, до 2007 года — Августовка) — село в Жанибекском районе Западно-Казахстанской области Казахстана. Входит в состав Таловского сельского округа. Код КАТО — 274247200.
Село расположено на правом берегу реки Малый Узень. В районе села по реке проходит российско-казахстанская граница.

## Население
В 1999 году население села составляло 169 человек (91 мужчина и 78 женщин). По данным переписи 2009 года, в селе проживали 133 человека (67 мужчин и 66 женщин).